# Cooper T23
Copper T23 je Cooperjev dirkalnik, ki je bil uporabljen na dirkah Formule 1 in Formule 2 med sezonama 1952 in 1958, večinoma s strani privatnih dirkačev in moštev, na prvenstvenih dirkah Formule 1 pa v sezonah 1953, 1954 in 1956. Skupno so dirkači z njim nastopili na stotridesetih dirkah dirkah v obeh kategorijah, od tega so oseminosemdesetkrat dirko končali ter dosegli pet zmag in še sedemnajst uvrstitev na stopničke.

## Popolni rezultati Svetovnega prvenstva Formule 1
(legenda) (Odebeljene dirke pomenijo najboljši štartni položaj, poševne pa najhitrejši krog)
| Leto | Motor              | Moštvo             | Dirkači       | 1   | 2   | 3   | 4   | 5   | 6   | 7   | 8   | 9   |
| ---- | ------------------ | ------------------ | ------------- | --- | --- | --- | --- | --- | --- | --- | --- | --- |
| 1953 | Bristol Straight-6 |                    |               | ARG | 500 | NIZ | BEL | FRA | VB  | NEM | ŠVI | ITA |
| 1953 | Bristol Straight-6 | Cooper Car Company | Stirling Moss |     |     |     |     |     |     | 6   |     |     |
| 1953 | Bristol Straight-6 | Cooper Car Company | John Barber   | 8   |     |     |     |     |     |     |     |     |
| 1953 | Bristol Straight-6 | Ken Wharton        | Ken Wharton   |     |     | Ret |     | Ret | 8   |     | 7   | Ret |
| 1953 | Bristol Straight-6 | Bob Gerard         | Bob Gerard    |     |     |     |     | 11  | Ret |     |     |     |
| 1953 | Bristol Straight-6 | RJ Chase           | Alan Brown    |     |     |     |     |     | Ret |     |     |     |
| 1953 | Bristol Straight-6 | Equipe Anglaise    | Alan Brown    |     |     |     |     |     |     | Ret | 12  |     |
| 1953 | Bristol Straight-6 | Equipe Anglaise    | Helm Glöckler |     |     |     |     |     |     | DNS |     |     |
| 1953 | Bristol Straight-6 | Rodney Nuckey      | Rodney Nuckey |     |     |     |     |     |     | 11  |     |     |
| 1954 | Bristol Straight-6 |                    |               | ARG | 500 | BEL | FRA | VB  | NEM | ŠVI | ITA | ŠPA |
| 1954 | Bristol Straight-6 | Bob Gerard         | Bob Gerard    |     |     |     |     | 10  |     |     |     |     |
| 1954 | Bristol Straight-6 | Gould´s Garage     | Horace Gould  |     |     |     |     | NC  |     |     |     |     |
| 1954 | Bristol Straight-6 | Ecurie Richmond    | Eric Brandon  |     |     |     |     | Ret |     |     |     |     |
| 1954 | Bristol Straight-6 | Equipe Anglaise    | Alan Brown    |     |     |     |     | DNS |     |     |     |     |
| 1956 | Bristol Straight-6 |                    |               | ARG | MON | 500 | BEL | FRA | VB  | NEM | ITA |     |
| 1956 | Bristol Straight-6 | Bob Gerard         | Bob Gerard    |     |     |     |     |     | 12  |     |     |     |